# Antrocephalus elisae
Antrocephalus elisae är en stekelart som beskrevs av Schmitz 1946. Antrocephalus elisae ingår i släktet Antrocephalus och familjen bredlårsteklar. Inga underarter finns listade i Catalogue of Life.